# Budrio
Budrio é uma comuna italiana da região da Emília-Romanha, província de Bolonha, com cerca de 15.299 habitantes. Estende-se por uma área de 120 km², tendo uma densidade populacional de 127 hab/km². Faz fronteira com Castenaso, Granarolo dell'Emilia, Minerbio, Molinella, Medicina.

## Demografia
| Variação demográfica do município entre 1861 e 2011                               |
|                                                                                   |
| Fonte: Istituto Nazionale di Statistica (ISTAT) - Elaboração gráfica da Wikipedia |